# Velika nagrada Meksika 2018.
 Velika nagrada Meksika (Formula 1 Gran Premio de México 2018) je bila devetnaesta utrka prvenstva Formule 1 2018. Trkači vikend vožen je od 26. listopada do 28. listopada na stazi Hermanos Rodríguez u Meksiku, a pobijedio je Max Verstappen u Red Bullu. 

## Sudionici utrke
| #  | Vozač                | Momčad                           | Šasija            | Motor                             | Guma |
| -- | -------------------- | -------------------------------- | ----------------- | --------------------------------- | ---- |
| 2  | Stoffel Vandoorne    | McLaren F1 Team                  | McLaren MCL33     | Renault R.E.18 V6 t h 1.6         | P    |
| 3  | Daniel Ricciardo     | Aston Martin Red Bull Racing     | Red Bull RB14     | TAG Heuer V6 t h 1.6              | P    |
| 5  | Sebastian Vettel     | Scuderia Ferrari                 | Ferrari SF71H     | Ferrari 062 EVO V6 t h 1.6        | P    |
| 7  | Kimi Räikkönen       | Scuderia Ferrari                 | Ferrari SF71H     | Ferrari 062 EVO V6 t h 1.6        | P    |
| 8  | Romain Grosjean      | Haas F1 Team                     | Haas VF-18        | Ferrari 062 EVO V6 t h 1.6        | P    |
| 9  | Marcus Ericsson      | Alfa Romeo Sauber F1 Team        | Sauber C37        | Ferrari 062 EVO V6 t h 1.6        | P    |
| 10 | Pierre Gasly         | Red Bull Toro Rosso Honda        | Toro Rosso STR13  | Honda RA618H V6 t h 1.6           | P    |
| 11 | Sergio Pérez         | Racing Point Force India F1 Team | Force India VJM11 | Mercedes M09 EQ Power+ V6 t h 1.6 | P    |
| 14 | Fernando Alonso      | McLaren F1 Team                  | McLaren MCL33     | Renault R.E.18 V6 t h 1.6         | P    |
| 16 | Charles Leclerc      | Alfa Romeo Sauber F1 Team        | Sauber C37        | Ferrari 062 EVO V6 t h 1.6        | P    |
| 18 | Lance Stroll         | Williams Martini Racing          | Williams FW41     | Mercedes M09 EQ Power+ V6 t h 1.6 | P    |
| 20 | Kevin Magnussen      | Haas F1 Team                     | Haas VF-18        | Ferrari 062 EVO V6 t h 1.6        | P    |
| 27 | Nico Hülkenberg      | Renault Sport Formula One Team   | Renault R.S.18    | Renault R.E.18 V6 t h 1.6         | P    |
| 28 | Brendon Hartley      | Red Bull Toro Rosso Honda        | Toro Rosso STR13  | Honda RA618H V6 t h 1.6           | P    |
| 31 | Esteban Ocon         | Racing Point Force India F1 Team | Force India VJM11 | Mercedes M09 EQ Power+ V6 t h 1.6 | P    |
| 33 | Max Verstappen       | Aston Martin Red Bull Racing     | Red Bull RB14     | TAG Heuer V6 t h 1.6              | P    |
| 34 | Nicholas Latifi *    | Racing Point Force India F1 Team | Force India VJM11 | Mercedes M09 EQ Power+ V6 t h 1.6 | P    |
| 35 | Sergej Sirotkin      | Williams Martini Racing          | Williams FW41     | Mercedes M09 EQ Power+ V6 t h 1.6 | P    |
| 36 | Antonio Giovinazzi * | Alfa Romeo Sauber F1 Team        | Sauber C37        | Ferrari 062 EVO V6 t h 1.6        | P    |
| 44 | Lewis Hamilton       | Mercedes AMG Petronas Motorsport | Mercedes F1 W09   | Mercedes M09 EQ Power+ V6 t h 1.6 | P    |
| 47 | Lando Norris *       | McLaren F1 Team                  | McLaren MCL33     | Renault R.E.18 V6 t h 1.6         | P    |
| 55 | Carlos Sainz         | Renault Sport Formula One Team   | Renault R.S.18    | Renault R.E.18 V6 t h 1.6         | P    |
| 77 | Valtteri Bottas      | Mercedes AMG Petronas Motorsport | Mercedes F1 W09   | Mercedes M09 EQ Power+ V6 t h 1.6 | P    |

* Zamjena, treći vozač

## Izvještaj
Pirelli je za ovu utrku odabrao supersoft, ultrasoft i hypersoft gume. Brendon Hartley je dobio novi aerodinamički paket, koji je uključivao nove usmjerivače zraka iza prednjih kotača i dorađeno prednje krilo, na svom STR13 bolidu.

### Treninzi
Prvi slobodni trening
Tijekom prvog slobodnog treninga, Lando Norris je vozio McLaren MCL33 umjesto Fernanda Alonsa, Nicholas Latifi je sjeo za upravljač bolida Force India VJM11 umjesto Estebana Ocona, dok je Charlesa Leclerca zamijenio Antonio Giovinazzi u Sauberu C37. Prva mjerena vremena su zabilježili Kimi Räikkönen i Sebastian Vettel, gdje je Nijemac bio za desetinku brži od Finca. Unatoč tome, Vettel je preko radija javljao svojoj momčadi kako se javlja velika degradacija hypersoft guma. Daniel Ricciardo je nakon toga uspio odvoziti najbrži krug. Max Verstappen je postavio drugo vrijeme iza njega sa zaostatkom od pet stotinki, dok se Mercedesov dvojac se smjestio iza njih. Nakon prvog stinta, u garaži Ferrarija mehaničari su postavljali novu podnicu na bolid Vettela. Do kraja je Verstappen uspio preskočiti na vrhu Ricciarda, a jedini koji nije postavio vrijeme je bio Pierre Gasly. Tijekom cijelog treninga, većina vozača je imala problema s degradacijom guma.
Drugi slobodni trening
Na drugi slobodni trening vratili su se Alonso, Ocon i Leclerc. Prvu veću razliku na vodećoj poziciju napravio je Verstappen na ultrasoftu. 
Lewis Hamilton je pogriješio na kočenju u prvom zavoju, blokirao gume i prošao kroz travu, no nije bilo većih posljedica za Britanca. Vettel je bio prvi od vodećih na hypersoft gumama, a ubrzo mu se pridružio i Räikkönen. Na polovici treninga Verstappen je krenuo na stazu s ružičastim gumama i poboljšao svoje vrijeme za sedam desetinki. Zatim je Ricciardo stigao na desetinku i pol zaostatka u odnosu na momčadskog kolegu. Tijekom drugog dijela treninga, vozači su odrađivali simulaciju utrke. Desetak minuta prije kraja treninga, Verstappenov bolid RB14 se jednostavno ugasio prije ulaska u prvi zavoj.
Treći slobodni trening
Za razliku od prva dva treninga, uvjeti na Autodromu Hermanos Rodríguez na trećem treningu nisu bili idealni. Kiša je ranije namočila stazu te su vozači morali izaći na gumama za mokro. Svi koji su izašli na stazu izašli su na intermedijima, jedino su dva Williamsa izašla na wet gumama za jaču kišu. Većina vozača je izašla na stazu, ali svi su odradili samo jedan instalacijski krug. Otprilike pola sata prije kraja, Alonso koji je izašao na hypersoftu, postavio je prvo vrijeme dana 1:21.213. Nakon njega je počelo sve više vozača izlaziti na stazu na slick gumama. Petnaest minuta prije kraja na stazi je bilo stanje virtualnog sigurnosnog automobila zbog parkiranog Mercedesa F1 W09 Valtterija Bottasa pokraj staze, zbog kvara na hidraulici. Do kraja treninga, vozači su konstantno rušili vremena, a najbrži je opet bio Verstappen. Jedino je Haasov Kevin Magnussen ostao bez vremena na trećem slobodnom treningu, zbog promjene hladnjaka na njegovom VF-18 bolidu.

### Kvalifikacije
Prva kvalifikacijska runda - Q1
Nakon problema s hidraulikom na posljednjem treningu, Mercedes nije htio ništa riskirati te je Valtteri Bottas za kvalifikacije dobio novi motor. Pierre Gasly je prvi izašao na stazu, a na vrhu su se odmah utvrdili bolidi Ferrarija na hypersoft gumama i bolidi Mercedesa na ultrasoftu. Nedugo zatim Max Verstappen i Daniel Ricciardo su zasjeli na vrh, odvozivši vrijeme ispod minute i 16 sekundi. Fernando Alonso je prilikom mjerenog kruga otišao preširoko u zavoju 11 te mu je vrijeme poništeno. U drugom stintu, Mercedesi su izašli na hypersoftu, što im je donijelo 1-2 poziciju. Alonso je uspio postaviti vrijeme. Španjolac se probio u drugu rundu te je tako prekinuo niz od tri utrke gdje je ispadao u prvoj rundi. Carlos Sainz je u mjerenom krugu proklizao u zadnjem zavoju, no to nije previše utjecalo na njegovo vrijeme. Ispali su dva Lance Stroll i Sergej Sirotkin u Williamsu, Romain Grosjean i Kevin Magnussen u Haasu, te Alonsov momčadski kolega Stoffel Vandoorne.
Druga kvalifikacijska runda - Q2
U drugoj kvalifikacijskoj rundi Red Bull, Mercedes i Ferrari su izašli na ultrasoft gumama, dok se Force India se odlučila za supersoft gume, najtvrđu dostupnu komponentu guma taj vikend. Verstappen je još jednom bio najbrži, s četiri tisućinke ispred Hamiltona. U drugom pokušaju vozači Force Indije su koristili ultrasoft komponentu guma. Alonso i Esteban Ocon su popravili svoja vremena, ali nedovoljno za prolazak u završnu kvalifikacijsku rundu. Osim njih još su ispali Oconov momčadski kolega Sergio Pérez i dva vozača Toro Rossa, Brendon Hartley i Gasly koji nije ni postavio vrijeme u drugoj kvalifikacijskoj rundi jer je svakako startao kao posljednji u utrci zbog promjene elemenata pogonske jedinice.
Treća kvalifikacijska runda - Q3
Vettel je na početku odradio sjajan krug te zasjeo na vrh, ali opet je Verstappen odvozio najbrže vrijeme, desetinku brže od Nijemca. Tri minute prije kraja sesije, vozači su jurnuli van iz garaža u borbu za najbolju poziciju. Raikkonen je izgubio dosta vremena u drugom sektoru te ostao šesti, kao i Vettel koji nije uspio popraviti vrijeme. Ricciardo je odvozio sjajan krug te zasjeo na vrh, što se na kraju pokazalo kao i najbrže vrijeme kvalifikacija. Verstappen napravio grešku te je došao tek do drugog mjesta, sa zaostatkom od dvije stotinke, dok je Hamilton na kraju došao do treće pozicije, ispred svog najbližeg rivala Vettela.

## Najbrža vremena treninga
| Trening    | Vozač          | Konstruktor        | Vrijeme  | Gume | Krugovi |
| ---------- | -------------- | ------------------ | -------- | ---- | ------- |
| 1. trening | Max Verstappen | Red Bull-TAG Heuer | 1:16.656 | HS   | 19      |
| 2. trening | Max Verstappen | Red Bull-TAG Heuer | 1:16.720 | HS   | 21      |
| 3. trening | Max Verstappen | Red Bull-TAG Heuer | 1:16.284 | HS   | 9       |

## Rezultati kvalifikacija
| Poz. | Br. | Vozač             | Konstruktor          | Kvalifikacijska vremena | Kvalifikacijska vremena | Kvalifikacijska vremena | Grid |
| Poz. | Br. | Vozač             | Konstruktor          | Q1                      | Q2                      | Q3                      | Grid |
| ---- | --- | ----------------- | -------------------- | ----------------------- | ----------------------- | ----------------------- | ---- |
| 1.   | 3   | Daniel Ricciardo  | Red Bull-TAG Heuer   | 1:15.866                | 1:15.845                | 1:14.759                | 1.   |
| 2.   | 33  | Max Verstappen    | Red Bull-TAG Heuer   | 1:15.756                | 1:15.640                | 1:14.785                | 2.   |
| 3.   | 44  | Lewis Hamilton    | Mercedes             | 1:15.673                | 1:15.644                | 1:14.894                | 3.   |
| 4.   | 5   | Sebastian Vettel  | Ferrari              | 1:16.089                | 1:15.715                | 1:14.970                | 4.   |
| 5.   | 77  | Valtteri Bottas   | Mercedes             | 1:15.580                | 1:15.923                | 1:15.160                | 5.   |
| 6.   | 7   | Kimi Räikkönen    | Ferrari              | 1:16.446                | 1:15.996                | 1:15.330                | 6.   |
| 7.   | 27  | Nico Hülkenberg   | Renault              | 1:16.498                | 1:16.126                | 1:15.827                | 7.   |
| 8.   | 55  | Carlos Sainz      | Renault              | 1:16.813                | 1:16.188                | 1:16.084                | 8.   |
| 9.   | 16  | Charles Leclerc   | Sauber-Ferrari       | 1:16.862                | 1:16.320                | 1:16.189                | 9.   |
| 10.  | 9   | Marcus Ericsson   | Sauber-Ferrari       | 1:16.701                | 1:16.633                | 1:16.513                | 10.  |
|      |     |                   |                      |                         |                         |                         |      |
| 11.  | 31  | Esteban Ocon      | Force India-Mercedes | 1:16.252                | 1:16.844                |                         | 11.  |
| 12.  | 14  | Fernando Alonso   | McLaren-Renault      | 1:16.857                | 1:16.871                |                         | 12.  |
| 13.  | 11  | Sergio Pérez      | Force India-Mercedes | 1:16.242                | 1:17.167                |                         | 13.  |
| 14.  | 28  | Brendon Hartley   | Toro Rosso-Honda     | 1:16.682                | 1:17.184                |                         | 14.  |
| 15.  | 10  | Pierre Gasly      | Toro Rosso-Honda     | 1:16.828                | —                       |                         | 20.1 |
|      |     |                   |                      |                         |                         |                         |      |
| 16.  | 8   | Romain Grosjean   | Haas-Ferrari         | 1:16.911                |                         |                         | 19.2 |
| 17.  | 2   | Stoffel Vandoorne | McLaren-Renault      | 1:16.966                |                         |                         | 15.  |
| 18.  | 20  | Kevin Magnussen   | Haas-Ferrari         | 1:17.599                |                         |                         | 16.  |
| 19.  | 18  | Lance Stroll      | Williams-Mercedes    | 1:17.689                |                         |                         | 17.  |
| 20.  | 35  | Sergej Sirotkin   | Williams-Mercedes    | 1:17.886                |                         |                         | 18.  |

- ^1  – Pierre Gasly je dobio 20 mjesta kazne na gridu; 15 mjesta zbog promjene elemenata pogonske jedinice i 5 mjesta zbog promjene mjenjača.[9]
- ^2  – Romain Grosjean je dobio 3 mjesta kazne zbog izazivanja sudara na prošloj utrci u SAD-u.[10]

## Rezultati utrke
| Poz. | Br. | Vozač             | Konstruktor          | Krugovi | Vrijeme / Razlog odustajanja | Grid | Bodovi |
| ---- | --- | ----------------- | -------------------- | ------- | ---------------------------- | ---- | ------ |
| 1.   | 33  | Max Verstappen    | Red Bull-TAG Heuer   | 71      | 1:38:28.851                  | 2.   | 25     |
| 2.   | 5   | Sebastian Vettel  | Ferrari              | 71      | +17.316                      | 4.   | 18     |
| 3.   | 7   | Kimi Räikkönen    | Ferrari              | 71      | +49.914                      | 6.   | 15     |
| 4.   | 44  | Lewis Hamilton    | Mercedes             | 71      | +1:18.738                    | 3.   | 12     |
| 5.   | 77  | Valtteri Bottas   | Mercedes             | 70      | +1 krug                      | 5.   | 10     |
| 6.   | 27  | Nico Hülkenberg   | Renault              | 69      | +2 kruga                     | 7.   | 8      |
| 7.   | 16  | Charles Leclerc   | Sauber-Ferrari       | 69      | +2 kruga                     | 9.   | 6      |
| 8.   | 2   | Stoffel Vandoorne | McLaren-Renault      | 69      | +2 kruga                     | 15.  | 4      |
| 9.   | 9   | Marcus Ericsson   | Sauber-Ferrari       | 69      | +2 kruga                     | 10.  | 2      |
| 10.  | 10  | Pierre Gasly      | Toro Rosso-Honda     | 69      | +2 kruga                     | 20.  | 1      |
| 11.  | 31  | Esteban Ocon      | Force India-Mercedes | 69      | +2 kruga                     | 11.  |        |
| 12.  | 18  | Lance Stroll      | Williams-Mercedes    | 69      | +2 kruga                     | 17.  |        |
| 13.  | 35  | Sergej Sirotkin   | Williams-Mercedes    | 69      | +2 kruga                     | 19.  |        |
| 14.  | 28  | Brendon Hartley   | Toro Rosso-Honda     | 69      | +2 kruga                     | 14.  |        |
| 15.  | 20  | Kevin Magnussen   | Haas-Ferrari         | 69      | +2 kruga                     | 16.  |        |
| 16.  | 8   | Romain Grosjean   | Haas-Ferrari         | 68      | +3 kruga                     | 18.  |        |
| Odu. | 3   | Daniel Ricciardo  | Red Bull-TAG Heuer   | 61      | Hidraulika                   | 1.   |        |
| Odu. | 11  | Sergio Pérez      | Force India-Mercedes | 38      | Kočnice                      | 13.  |        |
| Odu. | 55  | Carlos Sainz      | Renault              | 28      | Baterija                     | 8.   |        |
| Odu. | 14  | Fernando Alonso   | McLaren-Renault      | 3       |                              | 12.  |        |

| Najbrži krug utrke | Valtteri Bottas 1:18.741                                              |
| Vodstvo u utrci    | Max Verstappen (1-13) Sebastian Vettel (14-17) Max Verstappen (18-71) |

## Zanimljivosti

### Vozači
- 5. naslov prvaka za Lewisa Hamiltona.
- 5. pobjeda za Maxa Verstappena.
- 110. postolje za Sebastiana Vettela.
- 102. postolje za Kimija Räikkönena.
- 3. najbolja startna pozicija za Daniela Ricciarda.

### Konstruktori
- 59. pobjeda za i 60. najbolja startna pozicija za Red Bull.

## Poredak nakon 19 od 21 utrke
| Poz. | Poz. | Vozač             | Bodovi |
| ---- | ---- | ----------------- | ------ |
| 1.   | 1.   | Lewis Hamilton    | 358    |
| 2.   | 2.   | Sebastian Vettel  | 294    |
| 3.   | 3.   | Kimi Räikkönen    | 236    |
| 4.   | 4.   | Valtteri Bottas   | 227    |
| 5.   | 5.   | Max Verstappen    | 216    |
| 6.   | 6.   | Daniel Ricciardo  | 146    |
| 7.   | 7.   | Nico Hülkenberg   | 69     |
| 8.   | 8.   | Sergio Pérez      | 57     |
| 9.   | 9.   | Kevin Magnussen   | 53     |
| 10.  | 10.  | Fernando Alonso   | 50     |
| 11.  | 11.  | Esteban Ocon      | 49     |
| 12.  | 12.  | Carlos Sainz      | 45     |
| 13.  | 13.  | Romain Grosjean   | 31     |
| 14.  | 14.  | Pierre Gasly      | 29     |
| 15.  | 15.  | Charles Leclerc   | 27     |
| 16.  | 16.  | Stoffel Vandoorne | 12     |
| 17.  | 17.  | Marcus Ericsson   | 9      |
| 18.  | 18.  | Lance Stroll      | 6      |
| 19.  | 19.  | Brendon Hartley   | 4      |
| 20.  | 20.  | Sergej Sirotkin   | 1      |

| Pozicija | Pozicija | Konstruktor          | Bodovi |
| -------- | -------- | -------------------- | ------ |
| 1.       | 1.       | Mercedes             | 585    |
| 2.       | 2.       | Ferrari              | 530    |
| 3.       | 3.       | Red Bull-TAG Heuer   | 362    |
| 4.       | 4.       | Renault              | 114    |
| 5.       | 5.       | Haas-Ferrari         | 84     |
| 6.       | 6.       | McLaren-Renault      | 62     |
| 7.       | 7.       | Force India-Mercedes | 47     |
| 8.       | 1        | Sauber-Ferrari       | 36     |
| 9.       | 1        | Toro Rosso-Honda     | 33     |
| 10.      | 10.      | Williams-Mercedes    | 7      |

| Prethodna utrka          | Formula 1 – sezona 2018. | Sljedeća utrka               |
| ------------------------ | ------------------------ | ---------------------------- |
| Velika nagrada SAD 2018. | Formula 1 – sezona 2018. | Velika nagrada Brazila 2018. |

## Vanjske poveznice
- 2018 Mexican Grand Prix StatsF1